# Ортенау
Ортенау (на немски: Ortenau) е историческа територия в Горнорейнската долина и предпланинската зона на Шварцвалд в Баден-Вюртемберг, Германия.
Ортенау има дължина от 70 км дължина с главен град Офенбург.
Ортенау се казва първо Мортенау (Mortenau), и е среновековно гау-графство в Херцогство Швабия.